# 红牛飞行日大赛
红牛飞行日大赛（德語：Red Bull Flugtag）是由红牛公司拥有并执行的一项赛事。参赛者使用自制的人力飞行器进行飞行距离比赛。许多参赛者出于娱乐来进行比赛，他们的飞行器几乎不能飞。
红牛飞行日大赛1991年在维也纳首次举办。大赛目前的最远飞行距离纪录是2013年9月21日所创下的78.64米。